# Pierre Mamboundou
Pierre Mamboundou, né le 6 novembre 1946 à Mouila dans le sud du Gabon et mort le 15 octobre 2011 à Libreville, est un homme politique gabonais.
Il est le leader de l'Union du peuple gabonais (UPG), principal parti d'opposition gabonais qu'il a créé en 1989, et se présenta trois fois candidat à l'élection présidentielle.

## Biographie

### Famille
Né d'un père commerçant, Pierre Mamboundou, d'ethnie punu, est l'aîné d'une fratrie de sept enfants. Il passe la majeure partie de son enfance à Mouila. C'est là qu'il rencontre Augustine Balouki, une Gabonaise, qu'il épouse en 1969 et avec qui il aura 5 enfants.

### Parcours académique
Pierre Mamboundou fait ses études primaires à l'école communale A de Mouila. Il entre au collège catholique Saint-Gabriel de Mouila pour effectuer son premier cycle d'études secondaires. En classe de seconde, il rejoint le collège catholique Bessieux, avant de poursuivre au lycée national Léon-Mba de Libreville où il obtient son baccalauréat scientifique. Il intègre ensuite l'université de Perpignan en France dont il sort ingénieur des travaux en télécommunication.
Un enseignant en physique lui fait la proposition de dispenser des cours au centre régional d’études universitaires de la formation permanente à Perpignan (CREUFOP). C'est donc en tant qu'enseignant de physique qu'il entre dans la vie active. En 1988, il est admis à la Société française de physique (SFP).

### Carrière professionnelle
Pierre Mamboundou quitte ensuite la France et rejoint Libreville où il dirige brièvement l'Agence commerciale de télécommunications et travaille à la mise en place du Centre national de télécommunication (CENACOM).
Il retourne en France en 1979 en tant que chef des projets à la direction scientifique et technique de l’Agence de coopération culturelle et technique (ACCT), ancêtre de l’Organisation internationale de la francophonie (OIF). Quelques années plus tard, il devient chargé de mission auprès du secrétaire général de l'organisation, puis directeur des relations extérieures. Il mène plusieurs missions auprès de différents chefs d'État et de gouvernement pour le compte de l'organisation afin de promouvoir l'usage de la langue française. Il travaille également à la préservation des langues nationales africaines.

### Parcours politique

#### L'exil à Dakar
Fréquentant l'opposition, Pierre Mamboundou crée le 14 juillet 1989 l'Union du peuple gabonais (UPG).
Expulsé de France en février 1990, Pierre Mamboundou part en exil à Dakar au Sénégal,. Pendant ses trois années d'exil, il apprend le wolof. Il prend contact avec les étudiants gabonais au Sénégal qu'il convie à le rejoindre dans le combat qu'il mène. Certains parmi eux deviennent des cadres de son parti. 
À Libreville, un procès contre lui le condamne par contumace, le 21 décembre 1990, à dix ans de prison et 10 ans d’interdiction d’exercer ses droits civiques. 
Pourtant, le 1er novembre 1993, après une semaine de rétention à l'aéroport international de Dakar, il rentre au Gabon mais n'est pas arrêté. Son dossier de candidature à la première élection présidentielle multipartite du 5 décembre 1993 est en revanche rejeté, malgré les manifestations de ses partisans. Il participe à trois  élections présidentielles par la suite.
Le 17 novembre 1993, Pierre Mamboundou tient son premier meeting populaire au Gabon à Kinguélé, un quartier « sous-intégré » situé dans le 3e arrondissement de Libreville. Plus tard, ce quartier réputé frondeur deviendra un fief politique.
Omar Bongo remporte le scrutin de 1993. La contestation de cette victoire donne lieu à de violentes émeutes qui embrasent le pays en 1994. La classe politique gabonaise est alors invitée à se retrouver à Paris, mais il refuse de prendre part à la rencontre ; il se fait représenter par le secrétaire exécutif de son parti, Sébastien Mamboundou Mouyama. Il rejette par la suite les accords signés après cette rencontre, jugeant que l'opposition n'a pas eu suffisamment de garanties sur l'organisation d'élections libres, crédibles et transparentes.

#### Election au parlement en 1996
En 1996, il se porte candidat aux élections législatives à Ndendé dans le département de la Dola (sud du Gabon) ; six autres candidats participent au scrutin. À l'issue du premier tour, il arrive en tête avec 44,61 % des suffrages exprimés et affronte au second tour Lucie Ickapi-Bignoumba Madjinou, qui a recueilli 21,39 % des suffrages. Avec le soutien de son épouse, Augustine Mamboundou, revenue de France pour l'occasion, il remporte le scrutin au deuxième tour. La ville de Ndendé devient par la suite un bastion de son parti qui y remporte toutes les élections. Pierre Mamboundou est le 2e député du département de la Dola, il a succédé à Mapangou Moukagni Mouetsa de l’Alliance pour le socialisme au Gabon (APSG).
Pour son premier mandat de parlementaire, il est président du groupe Force démocratique unies (FDU) à l'Assemblée nationale. Ce groupe parlementaire regroupe les députés de l’Union du peuple gabonais (UPG), du Forum africain pour la reconstruction (FAR) et du Parti social démocrate (PSD).

#### Maire de Ndendé
En 1997, Pierre Mamboundou, tout en conservant son mandat de député, est élu maire de la commune de Ndendé, chef-lieu du département de la Dola dans la province de la Ngounié. 
Le 29 décembre 2002, il est réélu pour un second mandat. 
En août 2006, il présente un projet de développement global de sa municipalité au président Omar Bongo qui l'approuve ; il obtient une promesse de financement de 11,32 milliards de francs CFA. Cependant, son parti déclare que le ministère de l'économie et des finances n'aura débloqué que 1,9 milliard de francs CFA aux entreprises adjudicatrices des marchés. La même année, il lance le projet radio télévision de la Dola pour couvrir le département de la Dola dont il est le député.
Pour respecter la loi sur le non-cumul de mandats électifs, il cède le fauteuil de maire à Fidèle Mouloungui le 11 avril 2007 pour se consacrer à son mandat de député.

#### Candidature au scrutin présidentiel de 1998
Il devient le leader du Haut Conseil de la résistance (HCR), la coalition des partis d'opposition formée en 1998, pour l'élection présidentielle du 6 décembre. Arrivé second à l'élection présidentielle, avec 16,5 % des voix contre plus de 66 % au président sortant Omar Bongo, il accuse le régime de fraude électorale et présente à la presse des centaines de fausses pièces d'identité qui ont selon lui servi au vote des étrangers. Il introduit un recours en annulation de l'élection pour fraude massive mais la cour constitutionnelle confirme la victoire d'Omar Bongo, dont il refuse l'invitation à un tour de table le 15 décembre 1998.

#### Opposition à la trêve sociale et à la modification constitutionnelle
Le 6 octobre 1999, il propose également que la commission électorale soit composée à parité (majorité et opposition) avec deux présidents, deux vice-présidents et deux secrétaires. Sa proposition élargit enfin les prérogatives de la commission électorale qui se voit chargée de l'établissement des listes électorales et des cartes d'électeurs, de leur distribution, ainsi que de la détermination des centres de vote.
Les députés du Parti démocratique gabonais (PDG), majoritaires, s'opposent à l'examen de cette proposition de loi à l'Assemblée nationale et invitent Pierre Mamboundou à aller débattre de la question à la présidence de la République avec Omar Bongo. Pierre Mamboundou s'y oppose, justifiant son refus par son désir de respecter l'article 5 de la Constitution de son pays selon lequel la République gabonaise est organisée selon le principe de la séparation des pouvoirs.
Le 28 août 2002, il adresse une correspondance à la cour constitutionnelle pour lui faire constater que le gouvernement viole la Constitution en célébrant la fête nationale le 16 août. L'article 2 de la loi fondamentale gabonaise dispose en effet : « […] La fête nationale est célébrée le 17 août ».

#### Candidature au scrutin présidentiel de 2005
L’élection présidentielle de 2005 marque une nouvelle victoire d’Omar Bongo, au pouvoir depuis 1967. Arrivé en deuxième position, Pierre Mamboundou, conteste sa réélection. Les appels à manifester de l’UPG donnèrent lieu à des échauffourées et à un affrontement armé avec les forces de l’ordre le 20 mars 2006. 
Après cette campagne houleuse, où son convoi est attaqué à l'entrée d'Okondja (sud-est du Gabon), et où il voit son avion disparaître à Gamba (ouest du Gabon), il arrive selon les résultats officiels en deuxième position derrière Omar Bongo avec 13,57 %. 
Il interpelle publiquement et avec fermeté la présidente, qui devra, selon lui, assumer les conséquences qui pourraient découler d’un jugement contraire aux attentes des Gabonais. Il déclare : « Aujourd'hui je vous dénie le droit et la qualité de statuer dans cette affaire ».
Il finit par se réfugier à l'ambassade d'Afrique du Sud.
Il en ressort un mois après, afin d'initier des négociations avec le régime gabonais. Sa rencontre avec le président Omar Bongo, le 19 avril 2006, en présence de diplomates, est qualifiée d'historique par la presse,.

#### Affaire île Mbanié
Le 30 novembre 2006, Pierre Mamboundou dépose trois plaintes contre les ministres André Mba Obame, alors ministre de l'intérieur, René Ndemezo'o Obiang, porte-parole du gouvernement et Paul Toungui, ministre des finances, pour tentative de cession d'une partie du territoire national.
Il est consulté en février 2011 par le président Ali Bongo sur l'affaire Mbanié. 
À la suite des consultations menées à Libreville, Pierre Mamboundou est invité par Ali Bongo à intégrer la délégation gabonaise auprès du siège de l'ONU à New York, les 24 et 25 février 2011, pour mener les discussions face à la partie équatoguinéenne qui revendique elle aussi la souveraineté sur l'île Mbanié.

#### Affaires Gabon Télecom, Bélinga et Air Gabon
En tant que député, Pierre Mamboundou s'oppose devant le Conseil d'État à la privatisation de Gabon Télécom, finalement cédée à Maroc Télécom, jugeant le contrat de cession léonin et identifiant six causes de nullité :
- nullité tirée de l'inexistence du prix ;
- nullité tirée des modalités de paiement ;
- nullité tirée de la condition potestative résultant de l’insertion d’une clause léonine rompant l’égalité des parties devant la convention ;
- nullité tirée de la convention d’arbitrage ;
- nullité tirée de la violation du code du travail ;
- nullité tirée la confidentialité de la convention de cession[29].

Il est empêché de s'exprimer sur le sujet dans l'hémicycle par Guy Nzouba-Ndama, président de l'Assemblée nationale. 

#### Candidature au scrutin présidentiel de 2009
Il est à nouveau candidat à la présidentielle, le 19 juillet 2009, après le décès d'Omar Bongo, survenu le 8 juin 2009, et est soutenu par 
l’Alliance pour le changement et la restauration (ACR), une coalition de cinq partis politiques de l’opposition créée en juillet 2009 et rassemblant l’Union du peuple gabonais (UPG) de Pierre Mamboundou, l’Alliance nationale des bâtisseurs (ANB) de Séraphin Ndaot Rembogo, l’Union pour la nouvelle république (UPNR) de Louis Gaston Mayila, le Rassemblement national des bûcherons (RNB) de Pierre-André Kombila Koumba et le Parti socialiste gabonais (PSG) d’Adrien Mboumb King.
Pierre Mamboundou promet, entre autres, la restauration de l'autorité de l'État ainsi que la réduction de son train de vie, la suppression des institutions dont l'existence n'est pas indispensable, la scolarité obligatoire et gratuite de six à seize ans, la généralisation des allocations d'études de l'enseignement supérieur et des allocations familiales, les soins de base gratuits sur toute l'étendue du territoire. 
L'élection a lieu le 30 août 2009 et il est officiellement classé troisième avec 25,22 % des suffrages exprimés. Il se proclame cependant vainqueur avec 39,15 % et met au défi ses adversaires de produire les procès-verbaux des bureaux de vote prouvant le contraire, mettant à disposition de la presse ceux qu'il possède. Le 3 septembre 2009, alors qu'il prend part à un sit-in devant le siège la commission électorale pour réclamer que soient proclamés « les vrais résultats sortis des urnes », il est de nouveau l'objet d'une tentative d'assassinat orchestrée par un bataillon d'élite de l'armée gabonaise[réf. nécessaire]. Il est grièvement blessé et est évacué par sa sécurité rapprochée,,.
Le 27 septembre 2010, alors qu'il se trouve depuis quatre mois à Paris pour des raisons de santé, Pierre Mamboundou rencontre Ali Bongo Ondimba en tête-à-tête. C'est leur première rencontre depuis l'élection présidentielle contestée du 30 août 2009. Il achève son séjour à Paris le 21 novembre 2010. Arrivé à Libreville le même jour, il est accueilli à l'aéroport par une foule de plusieurs milliers de militants enthousiastes. Dans son allocution à la presse, il remercie le gouvernement français de s'être occupé de ses soins médicaux ainsi que le président Nicolas Sarkozy qui l'a invité au cours d'un tête-à-tête à venir se faire soigner au Val-de-grâce à Paris.
Il entame une tournée dans la province de l'Estuaire par un meeting au « carrefour charbonnages » dans le 1er arrondissement de Libreville. Il plaide à nouveau pour l'instauration des données biométriques dans la confection du fichier électoral.

### Mort
Pierre Mamboundou meurt le 15 octobre 2011 des suites d'une crise cardiaque, à son domicile,.

## Héritage politique
Le 10 février 2012, le gouvernement annonce, par l'intermédiaire du ministre de l'Intérieur Jean-François Ndongou, la confection d'une liste électorale biométrique ainsi que l'introduction de la biométrie dans le système électoral dès 2013.
Le stockage et la sécurité des données biométriques sont assurés conformément à la loi portant protection des données à caractères personnels proposée par Pierre Mamboundou et adoptée en 2009. Cette loi garantit la liberté des citoyens face aux usages attentatoires à la liberté des technologies numériques.
D'après Jeune Afrique, « Pierre Mamboundou [...] laissera derrière lui une image d’opposant n’ayant jamais succombé à la tentation. ».